# Fifi le pékinois
Fifi le pékinois (ou simplement Fifi, Fifi the Peke en VO) est un personnage de fiction de l'univers Mickey Mouse créé en 1932 pour les studios Disney. Cette petite chienne est apparue aux côtés de Minnie Mouse tout d'abord dans le comic strip de Floyd Gottfredson Happy Ending qui est basé sur le court-métrage Le Premier Amour (Puppy Love) qui est diffusé un an après. Elle est devenue le « flirt » régulier de Pluto ; elle fut remplacée peu à peu par Dinah le teckel.

## Filmographie
- 1933 : Le Premier Amour
- 1934 : Un enlèvement de chien (The Dognapper )
- 1936 :  L'Équipe de Polo (Mickey's Polo Team)
- 1937 : Les Quintuplés de Pluto (Pluto's Quin-puplets) dans lequel elle et Pluto ont des quintuplés
- 1939 : Mickey à l'exposition canine (Society Dog Show)
- 1939 : La Surprise-partie de Mickey (Mickey's Surprise Party)
- 1947 : Pluto chanteur de charme (Pluto's Blue Note)
- 2013-2019 : Mickey Mouse (série télévisée)
- 2020-En cours : Le Monde Merveilleux de Mickey (The Wonderful World of Mickey Mouse) (série télévisée)
- 2021-En cours : Les Aventures au Parc de Tic et Tac (Chip'N'Dale: Park Life) (série télévisée)